# Марко Вукићевић
Марко Вукићевић (Љубљана, 27. октобар 1992) јесте алпски скијаш који се такмичи за Србију.

## Каријера
Он се такмичио за Србију на Зимским олимпијским играма 2014. у Сочију. Наступао је за Словенију, али 2012. одлучује да се у даљој каријери такмичи за Србију, јер је Србин по народности. Тренутно наступа за БКС - БеоградСКИ клуб. Први је скијаш из Србије који је наступио у супервелеслалому на ОИ.
Био је носилац заставе Србије на церемонији отварања Зимских олимпијских игара 2022. године у Пекингу.